# Pernille Rahbek
 Der er for få eller ingen kildehenvisninger i denne artikel, hvilket er et problem. Du kan hjælpe ved at angive troværdige kilder til de påstande, som fremføres i artiklen.

Pernille Rahbek (født 1977) er en dansk Tv-vært på tv-kanalen DK4.
Pernille Rahbek gik ind i mediebranchen, da hun som ung kom i kontakt med nogle kamerafolk på en lokal tv-station i København. Hun har været medvært på Radiostationen The Voice på deres morgenprogram. Hun har også forfattet en række artikler i diverse magasiner og blade. Hun har været freelance skribent på Berlingske Tidende, Femina og Vi Unge og blev i 2002 fastansat på modemagasinet Costume. Pernille Rahbek har ingen formel uddannelse som journalist og betegner sig selv som autodidakt.
I september 2002 kom hendes første bog på gaden: 10 ting kvinder hader hos mænd.
Har i 2005 og 2006 været vært på tv-programmerne "Rahbecco" og "Fjernsyn for frøk'ner" på DK4. Indholdet var primært emner som mode, mad, strikketøj, yoga, skønhed og blomster.

## Privat
Hun blev i august 2004 gift med den 27 år ældre tv-vært Reimer Bo Christensen. De blev skilt i 2010.
Sammen har de 2 børn. Reimer Bo har yderligere to børn fra et tidligere ægteskab.